# 流石风铃草
流石风铃草（学名：Campanula crenulata）为桔梗科风铃草属的植物，是中国的特有植物。分布在中国大陆的云南、四川等地，生长于海拔2,600米至4,200米的地区，多生在石上、石缝中以及草地中，目前尚未由人工引种栽培。